# Наміколаво Пірвелі
Наміколаво Пірвелі (груз. ნამიკოლავო პირველი) — село в Грузії.
За даними перепису населення 2014 року в селі проживає 718 особи.